# Свеча (Кировская область)
Свеча — посёлок городского типа в Кировской области России, административный центр Свечинского муниципального округа.

## География
Посёлок расположен на реке Беспутка (приток Свечи) в 130 км к запад-юго-западу от Кирова и в 50 км к западу от Котельнича.
К посёлку примыкают населённые пункты Самоулки, Еременки, Марьины, Глушки, Огрызки, Немовщина.
В посёлке находится железнодорожная станция Свеча Северной железной дороги на линии Буй — Котельнич. Вдоль южной окраины проходит автодорога Р243 (Ярославль — Пермь).

## История
В 1903 году основана станция Свеча на западе Вятской губернии в Котельническом уезде. Название, вероятно, происходит от одноимённой реки Свечи.
Однако существует легенда, будто-бы станцию изначально хотели заложить в Юме, но местный священник был против "осквернения" своей земли, потому взял в руки свечку и пошёл прочь от посёлка. Там, где погасла свеча, и было якобы выбрано место для станции.
Весной 1903 года началось строительство вокзала и депо. Строительство здания длилось с мая по осень того же года по проекту петербургских мастеров и выполнен в стиле модерн, характерным для начала XX века.
Фасад свечинского вокзала сохранился до наших дней в первозданном виде, внутреннее же убранство значительно отличается от изначального. Примечательно, что на полу в главном зале ожидания сохранилась плитка, сделанная в Харькове на заводе керамических изделий Эдуарда Бергенгейма. Об этом говорит характерное клеймо.
Одной из первых улиц в посёлке стала Привокзальная. Именно на ней началось строительство первых жилых домов для железнодорожников по единому проекту. Всего их было выстроено 8. Также на этой улице силами Ивана Матвеева была создана аллея из многочисленных видов деревьев.
В 1906 году закончилось строительство Северной железной дороги, связавшей Вятку с промышленно-экономическими районами России.
На месте нынешнего поселка Свеча после пуска железной дороги было построено пять домов. В них жили состоятельные зажиточные люди: купцы Щенников, Крупин, Некрасов, Ступников и Созинов.
При вокзале станции в 1921 была открыта школа на три класса и называлась Некрасовской (по имени купца Некрасова). А при депо, в бараке дорожного мастера, в определенные дни проходила служба, которую вел приезжий поп из села Каменка.
В 1930-е годы начинается застройка основных, центральных улиц в Свече. Так появляются улица Карла Маркса, Кирова и Свободы. 
С 1945 года посёлок городского типа.
В период 1960—1972 был в составе Шабалинского района.
В 1963 был открыт железнодорожный Дом связи.

## Население
| 1959  | 1970  | 1979  | 1989  | 2002  | 2009  | 2010  |
| ----- | ----- | ----- | ----- | ----- | ----- | ----- |
| 4387  | ↗4794 | ↗5203 | ↗5727 | ↘5127 | ↘4744 | ↗4760 |
| 2012  | 2013  | 2014  | 2015  | 2016  | 2017  | 2018  |
| ↘4624 | ↘4537 | ↘4446 | ↘4337 | ↘4262 | ↘4210 | ↘4154 |
| 2019  | 2020  | 2021  |       |       |       |       |
| ↘4003 | ↘3919 | ↘3865 |       |       |       |       |

## Известные уроженцы
- Гущин, Борис Николаевич (1931—2000) — советский, российский художник.
- Ковалёва, Елена Васильевна (род. 1963) — глава города Кирова
- Лаженцев, Виталий Николаевич (род. 1940) — российский географ и экономист, доктор географических наук, профессор, член-корреспондент РАН[21].
- Матвеев, Виталий Иванович (1936—2010) — советский и российский киноактёр